# Sân bay quốc tế Daytona Beach
Sân bay quốc tế Daytona Beach (mã sân bay IATA: DAB, ICAO: KDAB, FAA LID: DAB) là một sân bay quận thuộc sở hữu nằm ba dặm (5 km) về phía tây nam của Bãi biển Daytona, bên cạnh Đường đua Quốc tế Daytona, trong quận Volusia, Florida, Hoa Kỳ. Sân bay có 3 đường băng, một nhà ga nội địa sáu cổng, và một nhà ga quốc tế. Daytona Beach là trụ sở chính của Đại học Hàng không Embry-Riddle.

## Lịch sử
Trước khi máy bay hạ cánh trên bãi biển, ô tô đua. Bãi biển có bề mặt phẳng, cứng, và tương đối sạch cho bất cứ thứ gì có bánh xe và tốc độ. Các phi công nhanh chóng bắt gặp và sử dụng bãi biển làm đường băng. Hangars được xây dựng sau đó và dịch vụ máy bay đã được cung cấp trên bãi biển. Sân bay cũ này là một trong hai sân bay bãi biển thành công. Khác, Old Orchard Beach ở Maine, là điểm xuất phát cho ít nhất năm chuyến bay xuyên Đại Tây Dương trong những năm 1920 và 1930.
Chuyến bay đầu tiên trên bãi biển vào năm 1906 bởi Charles K. Hamilton, sử dụng máy bay lượn của Israel Ludlow. Máy bay lượn được kéo bởi một chiếc ô tô và thực sự đã diễn ra ở Ormond. Ông đã đi cao đến 150 feet (46 m) vào lần thử đầu tiên của mình, và 250 feet (76 m) vào giây, trước khi đâm vào cột cờ và còn sót lại với một cái đầu gối thâm tím. 
Nhiều chuyến bay tiếp theo, bao gồm cả John AD McCurdy, phi công được cấp phép 5 của Hoa Kỳ, vào năm 1911, Phillips Page vào năm 1912, và Ruth Law năm 1913. Phillips Page đã được ghi nhận đã chụp những bức ảnh đầu tiên trên không ở Florida, trong khi bay quanh Khách sạn Clarendon ở bãi biển Daytona. Nhiều phi công khác bay trên bầu trời trên bãi biển Daytona trước khi nó đóng cửa vào mùa đông năm 1929-30.